# Гаррета, Феликс
Феликс Марти Гаррета (исп. Félix Martí Garreta; род. 21 апреля 2004, Палау-солита-и-Плегаманс, Каталония) — испанский футболист, защитник клуба «Реал Бетис».

## Клубная карьера
Гаррета является воспитанником испанских клубов «Палау-солита-де-Плегаманс», «Эспаньол», «Дамм» и «Реал Бетис». 29 декабря 2022 года дебютировал в Ла Лиге в матче против клуба «Атлетик Бильбао», проведя на поле все 90 минут.